# Polityka dochodowa
Polityka dochodowa (ang. incomes policy) to narzędzie uzupełniające politykę fiskalną oraz politykę pieniężną. Płace w gospodarce rynkowej są jednym z głównych czynników kosztowych, dlatego też jako jedną z głównych metod przeciwdziałania inflacji, a dokładniej inflacji podażowej staje się polityka dochodowa. Zmniejsza ona oczekiwania inflacyjne, a tym samym oddziałuje na stopę procentową, porozumienia płacowe i inne decyzje gospodarcze.
Jest formą bezpośredniej ingerencji w proces ustalania wysokości płac i cen. Polityka ta jest najbardziej efektywna w tych sektorach gospodarki, które są zmonopolizowane (czy to przez związki zawodowe, bądź kapitał). W sytuacji gdy jedna ze stron jest na tyle silna, by kontrolować rynek, ma ona decydujący wpływ na kształtowanie się ogólnego poziomu cen w gospodarce.

## Podział polityki dochodowej
Wyróżnia się dwa typy polityki dochodowej:
- Dobrowolna - zachęcanie przez rząd do niepodnoszenia cen i płac powyżej pewnego poziomu
- Ustawowa – przybiera formę ustawy, która zakazuje podwyżek płac lub cen powyżej pewnego poziomu

Dobrowolna polityka dochodowa jest skuteczna m.in. dlatego, że wzmacnia opór kierownictwa firm przeciw nadmiernemu wzrostowi płac. Polityka o charakterze ustawowym najczęściej przybiera najbardziej restrykcyjną postać tzn. zamrożenie cen i płac. Jest ona również bardzo kosztowna, ponieważ wymaga ścisłych i ciągłych kontroli za pomocą środków administracyjnych.

## Zmodyfikowane koncepcje polityki dochodowej
Polityka dochodowa może również opierać się na systemie podatkowym. Koncepcja ta polega na ustaleniu pewnej dopuszczalnej normy wzrostu płac, po której przekroczeniu będzie nakładany większy podatek od zysków na pracodawcę. Koncepcja ta została z czasem zmodyfikowana i wprowadzono do niej restrykcje dotyczące wzrostu cen. Wprowadzono normy dopuszczalnego ich wzrostu. Przekroczenie normy oznaczało wzrost stopy opodatkowania w danym roku o wielkość uzależnioną od stopnia przekroczenia normy. Oprócz „kar” (większe obciążenie podatkiem), wprowadzono również „nagrody” (ulgi podatkowe) dla tych, którzy podnieśli ceny swoich wyrobów poniżej dopuszczalnej normy.

## Przymus a polityka dochodowa
Ze względu na stopień zastosowanego przymusu politykę dochodową dzielimy na:
- politykę elastyczną - polega ona na stosowaniu przepisów, perswazji moralnej lub zwykłego nakłaniania słowami pracowników lub kapitalistów w celu wymuszenia na nich szczególnych zachowań w odniesieniu do zmian płac lub marż zysków, np. zamrożenie płac jako przepis odgórnie narzucany przez państwo

- polityka rynkowa - polega na wykorzystywaniu przez państwo mniej restryktywnej techniki, jaką są bodźce i antybodźce (zamiast przepisów o charakterze nakazowym) do sterowania autonomicznymi wyborami otrzymujących dochód w kierunki nieinflacyjnym, np. nagrodzenie porozumienia między pracownikami a kapitalistami obniżką podatku

- polityka instytucjonalna - jej celem jest kształtowanie stosunków między kapitalistami a pracownikami dotyczących płac i zasad pracy poprzez stosowanie mechanizmów instytucjonalnych, które zasadniczo sprowadzają się do wdrażania reform zmieniających charakter konkurencji

## Polityka etatystyczna
Na politykę etatystyczną składają się narzędzia kontroli bezpośredniej, które powinny wiązać się z bezpośredniością i skutecznością. W rzeczywistości jednak rodzi się wiele problemów, które rozróżniane są ze względu na istotę polityki mogącej dotyczyć tylko płac jak również innych rodzajów dochodu.
Polityka płac ma tę przewagę, że jest łatwiejsza do wprowadzenia lecz nie gwarantuje rezultatów antyinflacyjnych. Dzieje się tak kiedy marże zysków mogą być ciągle rozszerzane. Jeżeli brak jest ograniczeń ze strony państwa czy rynku, marże zysków mogą być ustalane arbitralnie. Ponadto do potęgowania możliwości wzrostu cen pojawiającej się nawet przy ograniczeniach wzrostu płac może przyczynić się zwłaszcza występowanie różnych branż, z różnymi poziomami i stopniami wzrostu produktywności. W takim przypadku możliwe jest stosowanie dwóch odmiennych reguł:
1)	stawka płacy w każdej branży powinna zmieniać się o taki sam procent, o jaki zmienia się produktywność w tej branży, lub
2)	stawka płacy we wszystkich branżach powinna zmieniać się o taki sam procent, o jaki zmienia się średnia produktywność gospodarki jako całości
Reguła pierwsza jest bardziej trafna jeżeli w grę wchodzi uniknięcie zmian ogólnego poziomu cen. Jednakże niekorzystnie mogą reagować na tę sytuację związki zawodowe, które są bardziej wyczulone na problem równości wśród pracowników. Druga reguła jest pod tym względem bardziej sprawiedliwa, bowiem zapewnia równomierny wzrost poziomu płac w całym społeczeństwie, co jednak przy stałych marżach zysków spowoduje wzrost ogólnego poziomu cen.
Problemy pojawiające się w przypadku kompleksowych form polityki dochodowej:
- łatwość pomiaru i kontrolowania pomiaru płac w porównaniu z trudnością ustalania zysków, o których dane usilnie strzeżone są przez przedsiębiorstwa
- różnice między sytuacją pracowników najemnych i przedsiębiorców. Dochody pracowników oparte są na cenach uzgodnionych, natomiast dochody przedsiębiorców cechuje wyraźna swoboda w ich ustalaniu organiczna czasami jednak przez rzeczywistość lub potencjalnych konkurentów
- trudność w kontroli cen przy próbie kontrolowania marż zysków za ich pomocą oraz groźba zmniejszenia efektywności produktywności poprzez brak możliwości zwiększania tychże marż
- zmiany płac są wolniejsze, trudniejsze i jawne, natomiast zmiany zysków są szybsze, bardziej dowolne i trudniejsze do zauważenia

## Polityka oparta na mechanizmie rynkowym
Występują dwa rodzaje polityki dochodowej opartej na mechanizmie rynkowym.
1.	Pierwsza z nich kieruje się przekonaniem, że inflacja jest negatywnym efektem zewnętrznym na który można nałożyć ograniczenia. Państwo może więc wydawać swego rodzaju pozwolenia na podnoszenie cen, które mogą być przez przedsiębiorstwa wykorzystane, bądź odsprzedane. Podobnie, takie uregulowania mogą dotyczyć podnoszenia płac.
2.	Drugi rodzaj polityki opartej na mechanizmie rynkowym jest oparty na kierowaniu polityką bodźców oraz antybodźców, które wpływają na zwiększanie cen i są głównie związane z polityką podatkową. Jeśli maja wymiar pozytywny to mamy do czynienia z tak zwaną nagradzającą polityką dochodową opartą na podatkach, jeżeli jednak mają charakter negatywny to polityka jest karząca.